# Grigorij Usijewicz

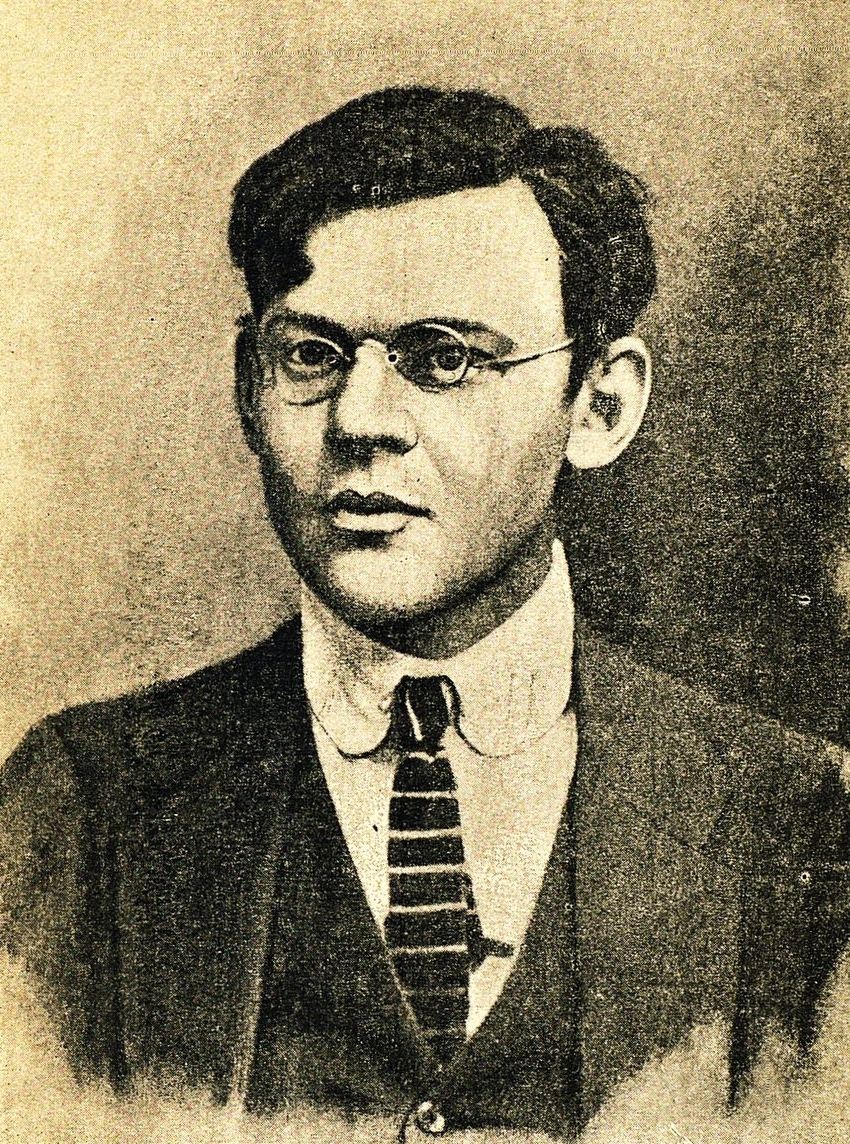
Grigorij Usijewicz

Grigorij Aleksandrowicz Usijewicz (ros. Григорий Александрович Усиевич, ur. 1890 we wsi Chotenicze (ujezd mgliński guberni czernihowskiej), zm. 9 sierpnia 1918 w okolicach Irbitu) – rosyjski rewolucjonista.

## Życiorys
Po ukończeniu w 1907 ośmiu klas gimnazjum jako ekstern, studiował na Wydziale Prawnym Uniwersytetu Petersburskiego, 1907 wstąpił do SDPRR, bolszewik. Od 1908 członek Petersburskiego Komitetu SDPRR, w styczniu 1910 aresztowany, 1911 zesłany do guberni jenisejskiej, skąd latem 1914 zbiegł i wyemigrował do Europy Zachodniej. W Zurychu poznał Lenina, z którym 3 kwietnia 1917 wrócił do Rosji i został delegatem na 7 Konferencję SDPRR(b). 
Członek Moskiewskiego Komitetu SDPRR(b) i Komitetu Wykonawczego Rady Moskiewskiej, delegat na VI Zjazd SDPRR(b), podczas rewolucji październikowej był członkiem Moskiewskiego Rewolucyjnego Komitetu Wojskowego i sztabu operacyjnego ds. zarządzania zagadnieniami wojskowo-technicznymi, dowodził również oddziałem Czerwonej Gwardii. Członek Omskiego Rewolucyjnego Komitetu Wojskowego, od czerwca 1918 szef sztabu rewolucyjnego w Tiumeni. Uczestnik wojny domowej w Rosji, w której zginął.
Jego imieniem nazwano ulice w Moskwie, Tiumeni, Saratowie i innych miastach.
Był mężem Heleny Usijewicz, córki Feliksa Kona